# Nothin' but a Good Time
Nothin' but a Good Time è un singolo del gruppo musicale statunitense Poison, il primo estratto dal loro secondo album in studio Open Up and Say...Ahh! nel 1988.
Il brano fu uno dei maggiori successi in classifica del gruppo. Raggiunse il sesto posto della Billboard Hot 100 e la diciannovesima posizione della Mainstream Rock Songs. Si posizionò inoltre al decimo posto della classifica australiana e al trentacinquesimo di quella britannica.

## Tracce
1. Nothin' but a Good Time – 3:48
2. Look but You Can't Touch – 3:26

## Classifiche
| Classifica (1988)             | Posizione massima |
| ----------------------------- | ----------------- |
| Australia                     | 10                |
| Irlanda                       | 23                |
| Regno Unito                   | 35                |
| Stati Uniti                   | 6                 |
| Stati Uniti (mainstream rock) | 19                |

## Nella cultura di massa
- La canzone è presente come traccia suonabile nei videogiochi Guitar Hero: Rocks the 80s (erroneamente intitolata Ain't Nothin' But a Good Time), Guitar Hero: Greatest Hits e Rock Band.
- È stata utilizzata nei film Grind, Friday Night Lights, Mr. & Mrs. Smith, Harold & Kumar - Due amici in fuga, The Rocker - Il batterista nudo, L'orso Yoghi e Rock of Ages.
- Nell'episodio Questa pazza pazza pazza pazza Marge della serie animata I Simpson, Otto assume una tribute band dei Poison per suonare al suo matrimonio Nothin' but a Good Time.
- Un obbiettivo del videogioco Mercenaries 2: Inferno di fuoco prende il nome dal titolo del brano.
- La canzone è stata utilizzata per i trailer dei film Balls of Fury - Palle in gioco, Zack & Miri - Amore a... primo sesso e Un weekend da bamboccioni 2.
- Il titolo della canzone è anche il titolo del libro dedicato al fenomeno hair metal negli anni '80 curato da Tom Beaujour e Richard Bienstock.